# Dobrotvir
Dobrotvir (en ukrainien : Добротвір) ou Dobrotvor (en russe : Добротвор ; en polonais : Dobrotwór) est une commune urbaine de l'oblast de Lviv, en Ukraine. Sa population s'élevait à 6 381 habitants en 2021.

## Géographie
Dobrotvir est arrosée par le Bug occidental, qui s'élargit en formant le réservoir de Dobrotvir. Elle est située à 50 km au nord-est de Lviv et à 13 km au nord de Kamianka-Bouzka, le centre administratif du raïon dont elle fait partie.

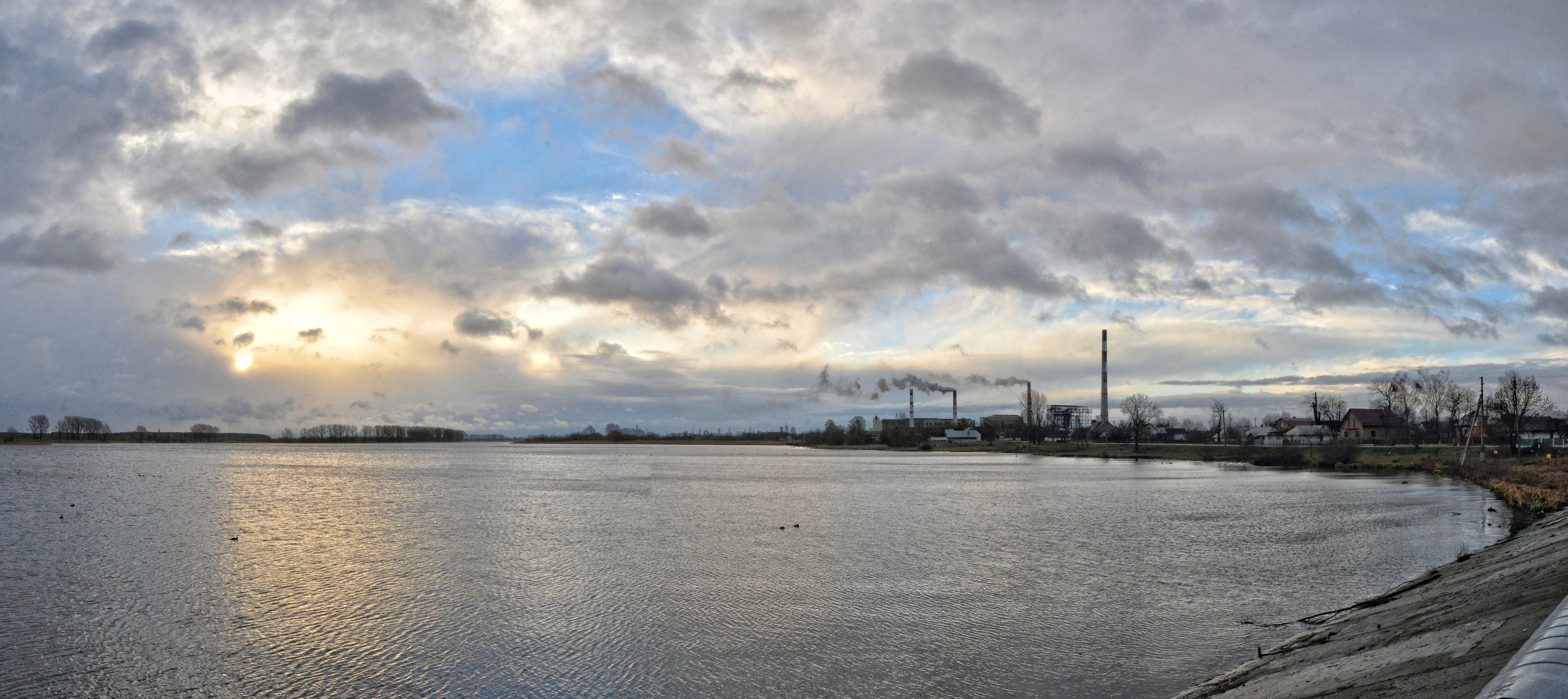
La centrale thermique et le réservoir.

## Histoire
La construction de Dobrotvir commença en 1951, dans le cadre du projet de centrale thermique de Dobrotvir. Un lac artificiel fut aménagé sur le Bug occidental. La première turbine fut mise en service en 1956. La centrale thermique de Dobrotvir était alors la plus puissante de toute l'Ukraine occidentale. À l'époque soviétique, elle était connue sous le nom de « Stroïdetal » (en russe : Стройдеталь). Employant 1 690 salariés, la centrale consomme du charbon et du gaz naturel et exporte la moitié de sa production en Pologne.

## Population
Recensements (*) ou estimations de la population :
| 1959* | 1970* | 1979* | 2001* |
| ----- | ----- | ----- | ----- |
| 1 528 | 3 272 | 3 894 | 6 685 |

| 2010  | 2011  | 2012  | 2013  |
| ----- | ----- | ----- | ----- |
| 6 437 | 6 457 | 6 457 | 6 480 |

| 2021  | - | - | - |
| ----- | - | - | - |
| 6 381 | - | - | - |

## Transports
Par le chemin de fer, Dobrotvir se trouve à 48 km de Lviv par la ligne Lviv – Kovel. Par la route, est située à 13 km de Kamianka-Bouzka et à 51 km de Lviv.